# لائورا برن
لاورا بیرن (فنلاندی: Laura Birn؛ زادهٔ ۲۵ آوریل ۱۹۸۱) یک بازیگر اهل فنلاند است.
از فیلم‌ها یا برنامه‌های تلویزیونی که وی در آن نقش داشته است می‌توان به تطهیر، قلب یک شیر و قدم زدن میان قبرها اشاره کرد، همچنین فیلم اولین برف با بازی شهاب حسینی و شبنم قربانی که به موضوع مهاجرت می‌پردازد.